# Fontanafredda
Fontanafredda – miejscowość i gmina we Włoszech, w regionie Friuli-Wenecja Julijska, w prowincji Pordenone.
Według danych na rok 2004 gminę zamieszkiwało 9507 osób, 206,7 os./km².
W miejscowości jest przystanek kolejowy Fontanafredda.